# Maria Helena Cardoso (escritora)
Maria Helena Cardoso (Diamantina, 1903 - 24 may 1997) fue una escritora brasileña que incursionó en los géneros autobiográfico, memorias y novela, además de colaborar en varios periódicos.
Perteneció a una familia tradicional de Minas Gerais, en la cual nacerían varios políticos, entre ellos su hermano Adauto Lúcio Cardoso, quien fuera senador de la República por la Unión Democrática Nacional y más tarde ministro del Supremo Tribunal Federal, y Lúcio Cardoso, escritor, dramaturgo, periodista y poeta brasileño.
Fue galardonada con el Premio Jabuti de Literatura 1968 por Por onde Andou Meu Coração en la categoría literatura adulta (autor revelación), obra que representó su debut literario. Junto a otras escritoras como Maria da Glória Arreguy o Beatriz Borges Martins, cultivó el género memorias en Belo Horizonte durante las décadas de 1920 y 1930.

## Obras
- Por onde andou meu coração (J. Olympio, 1967).
- Vida-vida (J. Olympio, 1973).
- Lúcio e a nossa vida (Suplemento Literário Minas Gerais, 1968).
- Sonata perdida: anotações de uma velha dama digna (1979).